# Callionymus doryssus
Callionymus doryssus, tên thông thường là cá đàn lia vây sợi Nhật Bản, là một loài cá biển thuộc chi Callionymus trong họ Cá đàn lia. Loài này được mô tả lần đầu tiên vào năm 1903.

## Phân bố và môi trường sống
C. doryssus được tìm thấy ở vùng biển xung quanh Nhật Bản.